# Thorofare Creek (Yellowstone River)
Der Thorofare Creek ist ein etwa 48 km langer, rechter Nebenfluss des Yellowstone River im Nordwesten des US-Bundesstaates Wyoming. Er fließt durch den Shoshone National Forest und den Yellowstone-Nationalpark und ist der erste größere Zufluss des Yellowstone.

## Verlauf
Der Thorofare Creek entspringt an der Nordostflanke des Thorofare Peak in der Teton Wilderness des Shoshone National Forest in den Absaroka Mountains auf einer Höhe von etwa 3240 m. Er fließt zunächst nach Norden durch das Park County, wendet sich nach Nordwesten und erhält mit Butte Creek, Pass Creek und Hidden Creek größere Zuflüsse. Der Fluss fließt daraufhin nördlich des Thorofare Plateau als verflochtener Fluss in westliche Richtung und erhält mit dem Open Creek von rechts seinen längsten Zufluss. Nordöstlich des Berges Hawks Rest schneidet der Thorofare Creek eine Ecke des Teton County und erreicht daraufhin die Südgrenze zum Yellowstone-Nationalpark. Der Fluss mäandriert noch wenige Kilometer durch die Yellowstone Meadows und fließt nach etwa 48 km auf einer Höhe von 2386 m auf der Grenze der Countys Park und Teton in den hier nach Norden fließenden Yellowstone River, rund 15 km südöstlich des Yellowstone Lake. Der Thorofare River Trail folgt nahezu dem gesamten Flussverlauf von der Quelle bis zur Mündung. Am Unterlauf des Flusses gibt es zudem eine Reihe von Backcountry-Campingplätzen.

## Hydrologie
Der Thorofare Creek ist als Nebenfluss des Yellowstone River Teil des Einzugsgebietes des Missouri, der über den Mississippi in den Golf von Mexiko entwässert. Das Einzugsgebiet des Thorofare Creek umfasst ein Areal von etwa 480 km² und grenzt an die Einzugsgebiete von Fishhawk Creek im Norden, Elk Fork im Nordosten, Ishawooa Creek im Osten, South Fork Shoshone River im Osten und Südosten, North Fork Yellowstone River im Süden, Yellowstone River im Südwesten sowie Mountain Creek im Nordwesten. Der Thorofare Creek ist länger als der Yellowstone River oberhalb des Zusammenflusses und weist am Zusammenfluss ein größeres Einzugsgebiet auf. 

## Belege
1. ↑  Thorofare Creek (Yellowstone River). In: Geographic Names Information System. United States Geological Survey, United States Department of the Interior (englisch).